# Садова (зупинний пункт, Коростенська дирекція Південно-Західної залізниці)
Садо́ва — залізничний зупинний пункт Коростенської дирекції Південно-Західної залізниці.
Розташований у селі Білокамінка Овруцького району Житомирської області на лінії Овруч — Коростень між станціями Потаповичі (2 км) та Ігнатпіль (8 км).
Станом на лютий 2020 року щодня чотири пари дизель-потягів прямують за напрямком Коростень — Бережесть/Виступовичі.